# Aliya di Hejaz
Aliya bint Ali di Hejaz (arabo: علياء بنت علي, "di nobile nascita"; La Mecca, 19 gennaio 1911 – Baghdad, 21 dicembre 1950) è stata una principessa araba e regina d'Iraq come consorte di Ghazi I d'Iraq. Suo figlio, Faysal II d'Iraq, fu l'ultimo re del Paese prima dell'abolizione della monarchia nel 1958, a seguito di un colpo di Stato militare.

## Origini
La principessa Aliya bint Ali di Hejaz nacque il 19 gennaio 1911 a La Mecca, nell'allora Impero ottomano. Era figlia di Ali di Hejaz, la cui ascendenza risaliva al Profeta Maometto tramite la figlia Fatima, e di sua moglie Nafisa Khanum. Aveva una sorella maggiore, la principessa Khadija Abdiya, e un fratello e due sorelle minori, il principe Abdallah e le principesse Badiya e Jalila. Durante la sua infanzia suo padre era spesso impegnato fuori dal Paese, e perciò Aliya e i suoi fratelli furono affidati al nonno paterno, lo Sharif de La Mecca Husayn.
Allo scoppio della rivolta araba del 1916, Husayn ordinò che Aliya e i suoi fratelli venissero nascosti nel villaggio di ShiʽbʽAmir, dove rimasero fino alla fine della prima guerra mondiale, quando fu loro permesso di rientrare a La Mecca.
Nel 1920, assistette con la famiglia all'incoronazione di suo zio Faysal a re di Siria, ma dovettero rientrare frettolosamente a causa della tensione bellica fra Francia e Siria.
Quando l'Hejaz fu conquistato dai sauditi nel 1925, Aliya e la sua famiglia fuggirono ad Amman e furono accolti da Abdüllah I di Giordania, mentre suo padre decise di raggiungere suo fratello Faysal a Baghdad, dov'era diventato re d'Iraq. Tre mesi dopo, Faysal chiamò a Baghdad anche il resto della famiglia, dove Aliya fu istruita all'irachena da insegnanti scelti da suo zio e sua madre.

## Regina d'Iraq
Il 25 gennaio 1934 Aliya sposò suo cugino Ghazi, figlio di Faysal, salito al trono d'Iraq l'anno prima, diventando così regina consorte d'Iraq. I due ebbero un figlio, Faysal II, nato il 2 maggio 1935.
Il loro matrimonio, mai molto felice, fu segnato da uno scandalo, istigato dai britannici, che detenevano il protettorato sul regno: Ghazi fu accusato di avere relazioni omosessuali extraconiugali con adolescenti di palazzo e quando, nel 1938, un ragazzo rimase ucciso accidentalmente pulendo una pistola, gli inglesi accusarono i sovrani, in particolare la regina Aliya, di essere coinvolti nella sua morte, sebbene il palazzo abbia sempre dichiarato che fu un incidente e la loro versione sia stata giudicata credibile da ufficiali di polizia indipendenti.

## Regina madre
Alla morte di Ghazi nel 1939, lui e Aliya vivevano separati. Per questo motivo, Aliya fu indicata come complice del ministro Nuri as-Said, quasi universalmente sospettato di aver provocato l'incidente d'auto che uccise il re, dal momento che Ghazi era un re poco popolare presso i britannici, che invece Nuri appoggiava. Fu sostenuto che Aliya avrebbe complottato con Nuri per uccidere il re e mettere invece sul trono suo fratello Abdallah, anche lui filo-britannico. La reputazione di Aliya peggiorò quando, dichiarando che quella era la volontà del suo defunto marito, insediò proprio Abdallah come reggente di suo figlio minorenne Faysal II.
Tuttavia, durante il colpo di Stato iracheno del 1941, promosso da Rashid Ali al-Gaylani, Aliya non lasciò il Paese come fecero Nuri e Abdallah, ma rimase accanto al figlio e svolse un ruolo importante nel trattare coi ribelli per evitare l'abdicazione forzata di Faysal e l'abolizione della monarchia.

## Morte
Nel 1949 ad Aliya venne diagnosticato un cancro intestinale. Venne curata a Londra dall'estate 1949 all'ottobre 1950, quando, ormai in stato terminale, volle tornare a Baghdad, dove morì il 21 dicembre dello stesso anno. Venne sepolta nel mausoleo reale.

## Discendenza
Dal suo matrimonio, Aliya ebbe un figlio:
- Faysal II d'Iraq (2 maggio 1935 - 14 luglio 1958). Fu il terzo e ultimo re d'Iraq. Morì durante il colpo di Stato militare iracheno del 1958, che abolì la monarchia per istaurare una repubblica. Al momento della sua morte, era in procinto di sposare la principessa egiziana e ottomana Fazile Hanimsultan[10][11].